# فانک راک
فانک راک (انگلیسی: Funk rock) تلفیقی از سبک‌های موسیقی فانک و راک است. جیمز براون و دیگر موسیقی‌شناسان آغاز آن را به لیتل ریچارد و گروه جاده‌ای‌اش، آپسترز (The Upsetters) در میانه‌های دهه ۱۹۵۰ نسبت می‌دهند. به باور آن‌ها این گروه نخستین‌بار فانک را وارد ضرب‌های راک اند رول کرد و موجب گذار راک اند رول دهه پنجاه به فانک دهه شصت میلادی شد.
اولین نمودهای رسمی فانک راک را اما می‌توان در آثار گروه‌هایی نظیر جیمی هندریکس اکسپرینس، آیک و تینا ترنر، ترپیز (Trapeze)، بلک مردا (Black Merda)، پارلیمنت-فانکدلیک (Parliament-Funkadelic)، بتی دیویس و مادرز فاینست (Mother's Finest) شنید؛ آثاری که عمدتاً از اواخر دهه شصت تا میانه‌های دهه هفتاد میلادی منتشر می‌شدند.
در دهه‌های ۱۹۸۰ و ۱۹۹۰ فانک راک از آمیزش با انواع سبک‌های دیگر، به‌خصوص هوی متال، هیپ‌هاپ، موسیقی تجربی و پانک‌راک احیا شد؛ گروه‌هایی مانند ریج اگنست د ماشین، اینکیوبوس، اینفکچس گرووز (Infectious Grooves)، رد هات چیلی پپرز، فیث نو مور و پرایمس در این میان نقش بسزایی داشتند. سبک فانک متال برآمده از این اوج‌گیری دوباره است.